# Djurgårdens IF Fotboll
A Djurgårdens IF Fotboll, röviden Djurgården svéd labdarúgócsapat Stockholm Östermalm kerületében lévő Djurgården szigeten. A klubot 1891-ben, a labdarúgó szakosztályt 1899-ben alapították. Hétszeres svéd bajnok, négyszeres kupagyőztes. Jelenleg az első osztályban szerepel.

## Története
A csapatot 1891-ben alapították a főváros, Stockholm egyik kávézójában. Az első igazi futballpálya 1896-ban lett kész, a klub labdarúgó-szakosztálya három évvel később, 1899-ben alakult a GIAS korábbi játékosa, Teodor Andersson segítségével. Első komolyabb sikerét 1902-ben érte el, amikor a Rosenska Pokalen elnevezésű sorozatban a második helyen végzett.
Egy másik rangos svéd sorozatban, a Svenska Serienben többször is jól szerepelt, megnyernie azonban egyszer sem sikerült azt.
Az Allsvenskan első szezonjában nem játszott, 1924 és 1944 között mindössze kétszer játszhatott a legmagasabb osztályban. Ekkor a csapat még nem tudta állandósítani helyét az első osztályban, három szezont a harmadosztályban is eltöltött. Az Allsvenskannak 1944 óta rendszeres tagja. Az új bajnokság megalakulása utáni első sikeres időszak az 50-es évekre esett, ekkor a klub négy bajnoki címet is szerzett. Érdekesség, hogy 1959-ben a Djurgårdens IF jégkorongcsapata is bajnok lett.
A 70-es és a 80-as évek nem voltak túl sikeresek a csapat számára, előbbiben harmadik helyezések számítottak a legnagyobb sikernek, utóbbiban viszont többször csak a másodosztályban játszhatott, néha a feljutás sem sikerült rögtön a kiesés utáni szezonban. Ebben az időben egyébként rövid ideig a későbbi sikeres angol csatár, Teddy Sheringham is a csapat tagja volt. 1988-ban aztán hosszú idő után ismét nagy sikert könyvelhetett el az egyesület, a rájátszás második helyén végzett. A 90-es években a csapat folyamatosan ingázott az első- és a másodosztály között, közel kerülve a csődhöz is.
A 2000-es években a Djurgårdens ismét nagy sikereket ért el, három bajnoki- és kupagyőzelmet is aratott.

## Rivalizálás
A Djurgårdens legfőbb riválisai az AIK és a Hammarby csapatai.

## Sikerek
- Allsvenskan:
  - Győztes (7): 1954–55, 1959, 1964, 1966, 2002, 2003, 2005, 2019
  - Második (3): 1962, 1967, 2001
- Allsvenskan rájátszás:
  - Második (1): 1988
- Svenska Serien:
  - Második (1): 1911–12
- Svenska Mästerskapet:
  - Győztes (4): 1912, 1915, 1917, 1920
  - Második (7): 1904, 1906, 1909, 1910, 1913, 1916, 1919
- Svenska Cupen:
  - Győztes (5): 1989–90, 2002, 2004, 2005, 2017
  - Második (3): 1951, 1974–75, 1988–89
- Corinthian Bowl:
  - Győztes (1): 1910
  - Második (2): 1908, 1911
- Rosenska Pokalen:
  - Második (2): 1902
- Wicanderska Välgörenhetsskölden:
  - Győztes (4): 1907, 1910, 1913, 1915
  - Második (3): 1908, 1914, 1916

## Jelenlegi keret
2020. augusztus 27. szerint.
| #  |     | Poszt | Név                   |
| -- | --- | ----- | --------------------- |
| 2  | SWE | V     | Jesper Nyholm         |
| 4  | SWE | V     | Jacob Une Larsson     |
| 5  | SWE | V     | Elliot Käck           |
| 6  | SWE | KP    | Jesper Karlström      |
| 7  | SWE | KP    | Magnus Eriksson       |
| 8  | SWE | KP    | Kevin Walker          |
| 9  | BIH | KP    | Haris Radetinac       |
| 11 | SWE | KP    | Jonathan Ring         |
| 12 | NOR | K     | Per Kristian Bråtveit |
| 14 | ZAM | KP    | Edward Chilufya       |
| 15 | SWE | V     | Jonathan Augustinsson |
| 16 | NOR | V     | Aslak Fonn Witry      |
| 17 | SWE | CS    | Kalle Holmberg        |

| #  |     | Poszt | Név                   |
| -- | --- | ----- | --------------------- |
| 19 | SWE | KP    | Nicklas Bärkroth      |
| 20 | SWE | CS    | Emir Kujović          |
| 21 | SWE | V     | Erik Berg             |
| 22 | ZAM | KP    | Emmanuel Banda        |
| 23 | NOR | KP    | Fredrik Ulvestad      |
| 24 | ENG | KP    | Curtis Edwards        |
| 26 | SWE | V     | Linus Tagesson        |
| 27 | SWE | V     | Melker Jonsson        |
| 28 | SWE | V     | Alexander Abrahamsson |
| 29 | SWE | CS    | Oscar Pettersson      |
| 30 | SWE | K     | Tommi Vaiho           |
| 35 | NOR | K     | Erland Tangvik        |

## Ismertebb játékosok
- 1940-es évek: Hasse Jeppson (1948), Sigge Parling (1949).
- 1950-es évek: Gösta 'Knivsta' Sandberg (1951), John 'Jompa' Eriksson (1951), Arne Arvidsson (1952), Ronney Pettersson (1958).
- 1960-as évek: Tommy 'Baloo' Berggren (1968), Sven 'Svenne' Lindman (1965), Hans 'Tjalle' Mild.
- 1970-es évek: Björn Alkeby (1971), Anders Grönhagen (1976), Vito Knezevic (1977), Gary Williams, Malcolm Macdonald (1979)
- 1980-as évek: Teddy Sheringham (1985), Stefan Rehn (1986), Leif 'Leffe' Nilsson (1986), Steve Galloway.
- 1990-es évek: Chic Charnley (1992), Magnus Pehrsson (1995), Markus Karlsson (1996), Mikael Dorsin (1999).
- 2000-es évek: Andreas Johansson (2000), Andreas Isaksson (2001), Kim Källström (2002), Johan Elmander (2002), Fredrik Stenman (2003), Tobias Hysén (2004), Matias Concha (2004), Mattias Jonson (2005).

## Vezetőedzők
Nem lehet tudni biztosan, ki volt a csapat vezetőedzője 1922-ig, az egyetlen biztos dolog, hogy Birger Möller ezalatt az idő alatt valamikor biztosan irányította a csapatot.
| Évek      | Név                            | M   | Gy | D  | V  | P   |
| --------- | ------------------------------ | --- | -- | -- | -- | --- |
| 2009      | Andrée Jeglertz Steve Galloway | 18  | 5  | 3  | 10 | 18  |
| 2009      | Andrée Jeglertz Zoran Lukic    | 12  | 3  | 2  | 7  | 11  |
| 2007-2008 | Siggi Jónsson                  | 56  | 22 | 16 | 18 | 82  |
| 2006      | Anders Grönhagen               | 6   | 3  | 1  | 2  | 10  |
| 2004-2006 | Kjell Jonevret                 | 60  | 32 | 15 | 13 | 111 |
| 2004      | Zoran Lukic                    | 12  | 3  | 4  | 5  | 13  |
| 1999-2003 | Zoran Lukic Sören Åkeby        | 120 | 70 | 18 | 28 | 232 |
| 1998-1999 | Michael Andersson              | 40  | 20 | 6  | 14 | 66  |
| 1997      | Roger Lundin                   | 26  | 17 | 6  | 3  | 57  |
| 1994-1996 | Anders Grönhagen               | 78  | 37 | 15 | 26 | 126 |
| 1993      | Bo Petersson                   | 26  | 13 | 7  | 6  | 46  |
| 1992      | Thomas Lundin                  | 18  | 6  | 5  | 7  | 23  |
| 1990-1991 | Lennart Wass                   | 40  | 15 | 13 | 12 | 58  |
| 1987-1989 | Tommy Söderberg                | 70  | 34 | 20 | 16 | 88  |
| 1985-1986 | Björn Westerberg               | 48  | 23 | 9  | 16 | 55  |
| 1982-1984 | Hans Backe                     | 70  | 38 | 20 | 12 | 96  |
| 1980-1981 | Arve Mokkelbost                | 52  | 13 | 11 | 28 | 37  |
| 1979      | Gösta Sandberg Lars Arnesson   | 26  | 7  | 8  | 11 | 22  |

| Évek      | Név                           | M   | Gy | D  | V  | P   |
| --------- | ----------------------------- | --- | -- | -- | -- | --- |
| 1979      | Alan Ball, Sr.                | 0   | 0  | 0  | 0  | 0   |
| 1975-1978 | Bengt Persson                 | 104 | 39 | 34 | 31 | 112 |
| 1972-1974 | Antonio Durán                 | 74  | 30 | 18 | 26 | 78  |
| 1967-1971 | Gösta Sandberg                | 110 | 51 | 30 | 29 | 132 |
| 1964-1966 | Torsten Lindberg              | 66  | 35 | 14 | 17 | 84  |
| 1960-1963 | Walter Probst                 | 85  | 46 | 17 | 22 | 109 |
| 1960      | George Raynor                 | 3   | 0  | 1  | 2  | 1   |
| 1959      | Birger Sandberg Knut Hallberg | 11  | 7  | 3  | 1  | 17  |
| 1957-1959 | Szendrődi Lajos               | 44  | 20 | 17 | 7  | 57  |
| 1955-1957 | Kjell Cronqvist               | 44  | 21 | 9  | 14 | 51  |
| 1954-1955 | Frank Soo                     | 22  | 14 | 5  | 3  | 33  |
| 1950-1954 | David Astley                  | 88  | 37 | 20 | 31 | 94  |
| 1944-1950 | Per Kaufeldt                  | 124 | 59 | 15 | 50 | 133 |
| 1935-1944 | Einar Svensson                | 172 | 86 | 33 | 53 | 205 |
| 1932-1934 | Rudolf Kock Samuel Lindqvist  | 48  | 22 | 13 | 13 | 57  |
| 1929-1932 | Samuel Lindqvist              | 60  | 44 | 9  | 7  | 97  |
| 1923-1929 | Bertil Nordenskjöld           | 108 | 51 | 20 | 37 | 122 |
| 1922      | John Smith Maconnachie        |     |    |    |    |     |

## A legutóbbi szezonok
| Szezon |           | Poz. | Mérk. | Gy | D | V  | RG | KG | P  | Kupa          | Európa | Európa  | Megjegyzés     |
| ------ | --------- | ---- | ----- | -- | - | -- | -- | -- | -- | ------------- | ------ | ------- | -------------- |
| 1998   | Div.1     | 1    | 26    | 17 | 3 | 6  | 53 | 30 | 54 | elődöntő      |        |         |                |
| 1999   | Alls.     | 14   | 26    | 5  | 9 | 12 | 27 | 41 | 24 |               |        |         |                |
| 2000   | Div.1 (S) | 1    | 30    | 20 | 3 | 7  | 68 | 32 | 63 | 32-es főtábla |        |         |                |
| 2001   | Alls.     | 2    | 26    | 13 | 8 | 5  | 36 | 24 | 47 | nyolcaddöntő  |        |         |                |
| 2002   | Alls.     | 1    | 26    | 16 | 4 | 6  | 53 | 33 | 52 | győztes       |        | UEFA    | 2. kör         |
| 2003   | Alls.     | 1    | 26    | 19 | 1 | 6  | 62 | 26 | 58 | elődöntő      |        | BL      | 2. sel.        |
| 2004   | Alls.     | 4    | 26    | 11 | 8 | 7  | 38 | 32 | 41 | győztes       |        | BL UEFA | 3. sel. 1. kör |
| 2005   | Alls.     | 1    | 26    | 16 | 5 | 5  | 60 | 26 | 53 | győztes       |        | UEFA    | 2. sel.        |
| 2006   | Alls.     | 6    | 26    | 11 | 7 | 8  | 31 | 25 | 40 | nyolcaddöntő  |        | BL      | 2. sel.        |
| 2007   | Alls.     | 3    | 26    | 13 | 7 | 6  | 39 | 24 | 46 | 32-es főtábla |        |         |                |
| 2008   | Alls.     | 12   | 30    | 9  | 9 | 12 | 30 | 41 | 36 | 32-es főtábla |        | UEFA    | 2. sel.        |
| 2009   | Alls.     | 14   | 30    | 8  | 5 | 17 | 24 | 49 | 29 | nyolcaddöntő  |        |         |                |

## Házi gólkirályok
| Szezon | Bajnokság   | Játékos(ok)                                                | Gól |
| ------ | ----------- | ---------------------------------------------------------- | --- |
| 2009   | Allsvenskan | S. Rajalakso, C. Youssef, H. Milić, P. Haginge, D. Sjölund | 3   |
| 2008   | Allsvenskan | Sebastian Rajalakso                                        | 7   |
| 2007   | Allsvenskan | Thiago Quirino                                             | 8   |
| 2006   | Allsvenskan | Jones Kusi-Asare and Mattias Jonson                        | 6   |
| 2005   | Allsvenskan | Jones Kusi-Asare                                           | 12  |
| 2004   | Allsvenskan | Andreas Johansson                                          | 11  |
| 2003   | Allsvenskan | Kim Källström                                              | 14  |
| 2002   | Allsvenskan | Kim Källström                                              | 12  |
| 2001   | Allsvenskan | Jones Kusi-Asare                                           | 7   |
| 2000   | Superettan  | Samuel Wowoah                                              | 12  |
| 1999   | Allsvenskan | Sharbel Touma                                              | 8   |

## Kapcsolódó irodalom
- Gänger, Hasse. Djurgårdens IF Fotboll 1899-2006 (svéd nyelven). Stockholm: Djurgårdens IF Fotboll [2007. augusztus 25.]. ISBN 978-91-633-0992-2

## Külső hivatkozások
- Hivatalos weboldal (svédül)